# オールド・プレイス
『オールド・プレイス』（英語 The Old Place、「古い場所」の意）は、1998年（平成10年）製作のジャン＝リュック・ゴダールとアンヌ＝マリー・ミエヴィルの共同監督による、スイスのドキュメンタリー映画である。

## 概要
ニューヨーク近代美術館（MoMA）の要請により、20世紀の終わりにおける諸芸術の役割についての試論としての映画である。
エグゼクティヴ・プロデューサーとしてクレジットされているメアリー・リー・バンディは同美術館のチーフ・キュレーターであり、コリン・マッケイブは、『ゴダール伝』（堀潤之訳、みすず書房、2007年）の著書もある映画批評家で、ゴダールの『ソフト & ハード』（1986年）の製作に協力したほか、多数のドキュメンタリー映画をプロデュースする、ゴダールの長年の友人である。

## スタッフ・キャスト
- 監督・脚本・編集 : ジャン＝リュック・ゴダール、アンヌ＝マリー・ミエヴィル
- 録音 : フランソワ・ミュジー
- ナレーション : ジャン＝リュック・ゴダール、アンヌ＝マリー・ミエヴィル
- エグゼクティヴ・プロデューサー : メアリー・リー・バンディ、コリン・マッケイブ
- 製作 : ニューヨーク近代美術館、ペリフェリア
- 上映時間 : 47 分

## 関連事項
- ジャン＝リュック・ゴダール監督作品一覧
- コリン・マッケイブ （en:Colin MacCabe）

## 註
1. ↑  fr:The Old Placeの記述を参照。